# Stefan Pinnow

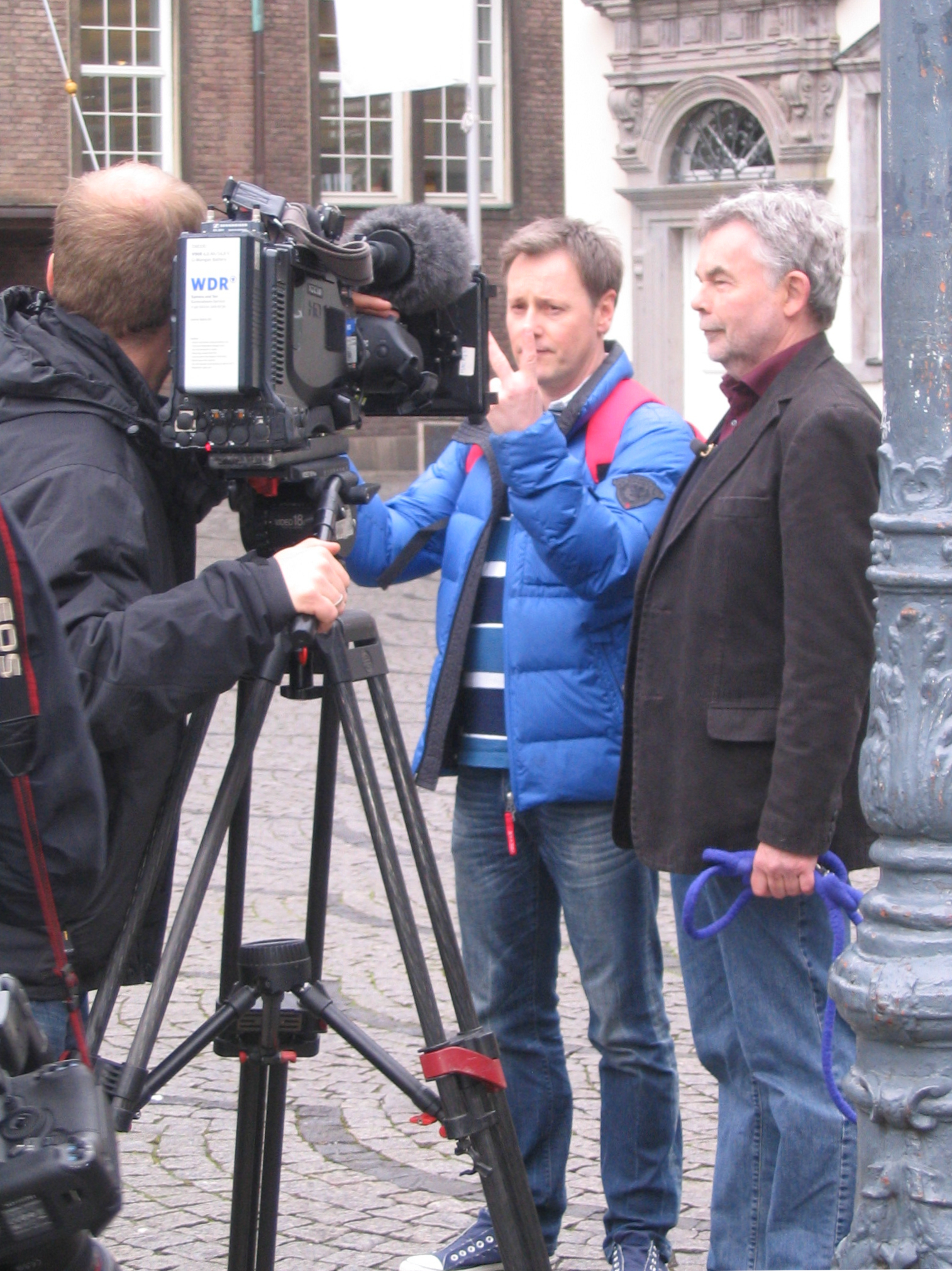
Stefan Pinnow (Mitte) und Manfred Breuckmann (rechts) (2012)

Stefan Pinnow (* 9. August 1968 in Berlin) ist ein deutscher Fernsehmoderator.

## Werdegang
Pinnow absolvierte von 1985 bis 1987 ein Schauspielstudium bei Erika Dannhoff in Berlin. 1989 nahm er als Kandidat in der WDR-Show Geld oder Liebe teil und wurde dort von einem Produzenten der Bavaria Film entdeckt, der ihm die Moderation einer neuen Familiensendung der ARD anbot. Zusammen mit Ralf Bauer und Antje Pieper bzw. zwischenzeitlich auch Benedikt Weber moderierte er dort den Disney Club. Zuletzt präsentierte er die Sendung und das Nachfolgeformat Tigerenten Club zusammen mit seiner späteren Ehefrau Judith Halverscheid. 1994 präsentierte er daneben die Kindersendung Jagd um die Welt – schnappt Carmen Sandiego.
Anschließend wechselte er von der ARD zum Privatsender Sat.1, für den er zwei Jahre lang die Sendung 17:30 Live aus Dortmund moderierte. Es folgte ein weiterer Wechsel, diesmal zum Sender ProSieben, bei dem er zusammen mit Anna Bosch Moderator der Boulevard-Sendung taff wurde. Ab 2006 moderierte er erst zusammen mit Eva Assmann und dann ab Oktober 2010 zusammen mit Sandra Quellmann die Sendung Daheim + unterwegs im WDR Fernsehen. 2017 löste Hier und heute daheim & unterwegs ab, diese Sendung moderierte Stefan Pinnow abwechselnd mit anderen Moderatoren, zuletzt allerdings allein. Seit 2009 präsentierte er auch Wunderschön! im selben Sender. Sein Vertrag mit dem WDR wurde für 2020 nicht verlängert. Seit 2020 ist er als Redakteur beim NDR Mecklenburg-Vorpommern in Schwerin tätig.

## Privates
Stefan und Judith Pinnow haben zwei Töchter und einen Sohn.